# Miguel de Irízar
Miguel de Irízar y Domenzain (Artajona, c. 18 de septiembre de 1635 – ¿?, agosto de 1684) fue un compositor y maestro de capilla español del Barroco.

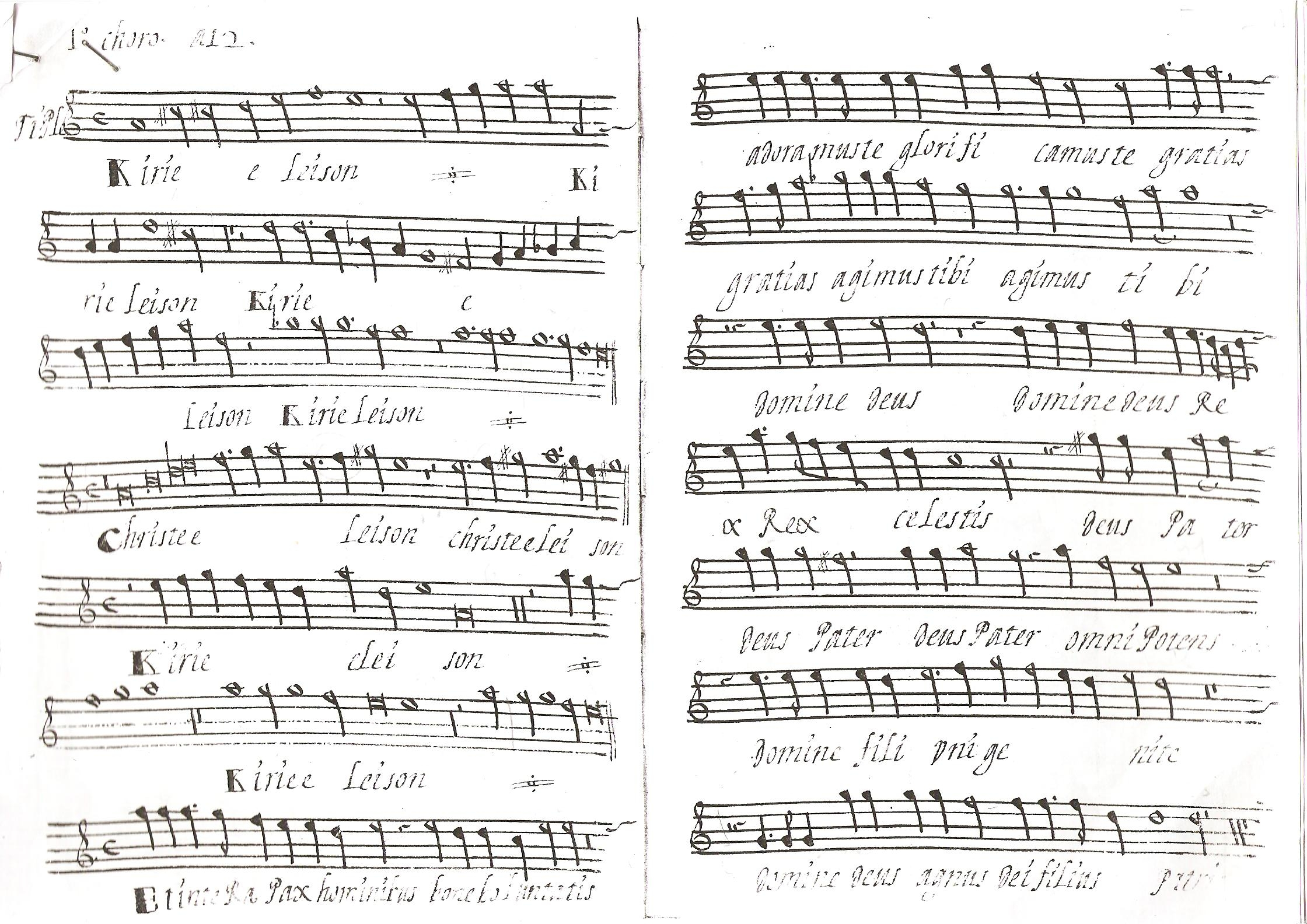
Parte de tiple de primer coro de la Misa de Lamentatione. Fuente: Catedral de Segovia.

Irízar nació en Artajona y recibió formación como cantor en León y Toledo. En agosto  de 1657 fue nombrado maestro de capilla en Vitoria, y en agosto de 1671 en la Catedral de Segovia, donde permaneció sus últimos treinta años. Murió en Segovia.
La correspondencia de Irízar custodiada en los archivos de la Catedral de Segovia contiene un total de 362 cartas recibidas durante el periodo que va de 1663 a 1684. hay numerosas peticiones a Irízar para componer música para las capillas de otras catedrales , o para intercambiar trabajos de compositores como Cristóbal Galán y Carlos Patiño. Algunas de estas composiciones son parte del repertorio llevado al Nuevo Mundo. La correspondencia incluye detalles extensos sobre la interpretación. Las cartas indican entre otras cosas la amplia y rápida difusión de algunos villancicos entre diferentes catedrales.

## Obra
- Misas[6][7]
- Motetes[8]
- Lamentaciones
- Villancicos[9][10][7]
- Tonos a la Navidad.

## Discografía
- Miguel de Irízar. Ecos y afectos. Misa a 6 voces. 10 piezas para Navidad. Capilla Jeronimo de Carrion, dir. Alicia Lázaro. Verso VRS2024, Spain 2004.[7]